# Marulka
Marulka (Calamintha) je rod rostlin z čeledi hluchavkovitých. Zahrnuje přibližně 8 druhů. Většina je rozšířena v Evropě a Asii, dva druhy rostou v USA. Latinské jméno znamená krásná máta a vzniklo v starořeckém období.

## Taxonomie
Rod je součástí taxonomicky obtížného komplexu Calamintha – Satureja – Micromeria – Acinos – Clinopodium, mezi nimiž docházelo v minulosti k mnoha přesunům a jejichž vzájemné příbuzenské vazby a přesné systematické vymezení pravděpodobně dosud nebyly definitivně vyřešeny. Mnoho autorit však již samostatný rod marulka neuznává a jeho zástupce vesměs řadí do rodu klinopád (Clinopodium).

## Popis
Marulky jsou jednoleté až vytrvalé byliny s plazivými oddenky. Mají bílé, růžové nebo fialové květy v lichopřeslenech. Dobře odolávají mrazu.

## Využití
Některé druhy se používají v lidové medicíně ve formě čajů.

## Vybraní zástupci
- marulka velkokvětá (Calamintha grandiflora, syn. Clinopodium carolinianum); jihovýchod USA
- marulka šantovitá (Calamintha nepeta, syn. Clinopodium nepeta); Eurasie, severní Afrika
- marulka lesní (Calamintha menthifolia, syn. Clinopodium menthifolium); Evropa, Středomoří
- Calamintha incana, syn. Clinopodium brevifolium; Malá Asie, Blízký východ, severní Afrika